# 皆楽座
皆楽座（かいらくざ）は、岐阜県各務原市鵜沼羽場町1-216にある建築物（農村歌舞伎舞台）。
中山道鵜沼宿近くの津島神社境内にある。各務原市の文化・教養施設であり、市民の文化活動及び地域活動の拠点となっている。主に地域活動やサークル活動の他、ミニコンサートなどのイベント会場として利用されている。

## 歴史

### 竣工
初代の皆楽座は1882年（明治15年）頃に竣工したが、1891年（明治24年）の濃尾地震で倒壊した。1898年（明治31年）、2代目の皆楽座が竣工した。建設にあたっては倒壊した建物の資材を再利用している。

### 顕彰
2006年（平成18年）3月27日には登録有形文化財に登録された。2006年（平成18年）5月1日には各務原市指定有形民俗文化財に指定された。

## 建築

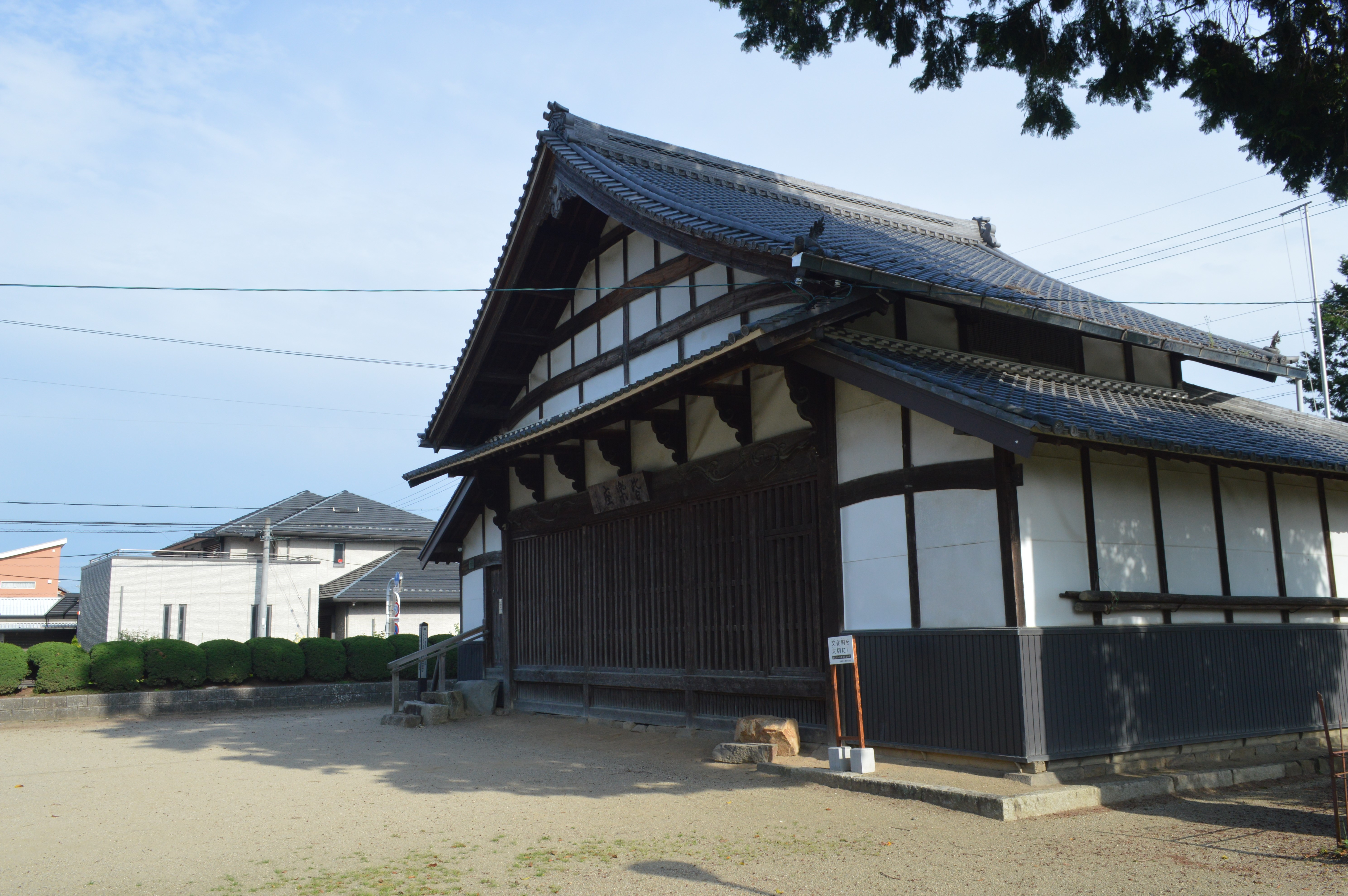
建物と客席部分（左）

切妻造、桟瓦葺の建物であり、桁行15m、梁間10m。建築面積は168m2。延床面積は217.88m2。
津島神社の拝殿を兼ねており、桟敷席などの客席は設けられていない。小規模な農村歌舞伎舞台とはいえ、廻り舞台、囃子座仮、楽屋、奈落を備えている。舞台の面積は155.13m2、奈落の面積は54.19m2。

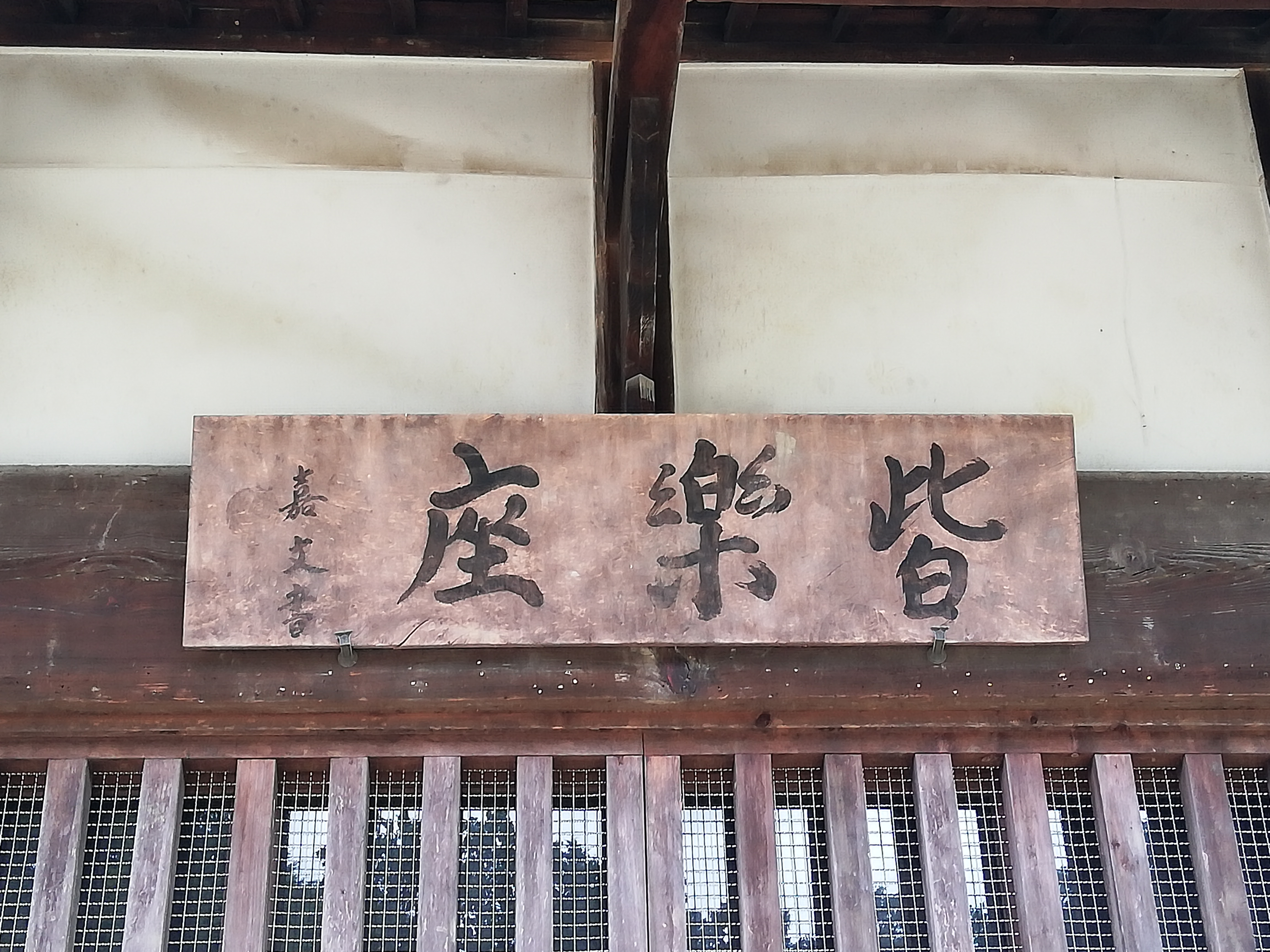
扁額

## 利用案内
- 開館時間（使用時間）：9:00 - 21:00[7][1]
- 休館日：12月29日 - 1月3日[7][1]

利用にあたっては、鵜沼福祉センターの窓口での事前申し込みが必要

## 交通アクセス
- 名鉄各務原線羽場駅より徒歩で約7分。
- 各務原市ふれあいバス 鵜沼線・東西線・東西線朝夕便「鵜沼市民サービスセンター」バス停より徒歩約3分。

## 周辺施設
- 鵜沼市民サービスセンター
- 鵜沼福祉センター
- うぬま第二幼稚園
- 合歓の木幼稚園
- 各務原市消防本部東部方面消防署

## 岐阜県の芝居小屋
岐阜県は地芝居が盛んな地域であり、江戸時代から昭和時代に建設された芝居小屋や農村歌舞伎舞台が残っている。主な芝居小屋や農村歌舞伎舞台は以下のとおりである。
- 鳳凰座（下呂市）
- 白雲座（下呂市）
- 黒川の東座（加茂郡白川町）
- 蛭子座（中津川市）
- かしも明治座（中津川市）
- 常盤座（中津川市）
- 五毛座（恵那市）
- 熊野座（恵那市）
- 美濃歌舞伎博物館 相生座（瑞浪市）
- 村国座（各務原市）
- 皆楽座（各務原市）